# Festival di cinema africano di Verona 2010
La trentesima edizione del Festival di cinema africano di Verona si svolge a Verona dal 12 al 21 novembre 2010.
Celebrando il suo trentennale l'edizione ha come obiettivo riflettere e fare il punto sul cinema africano. L'approccio dell'edizione è dunque allo stesso tempo storico e critico, dando voce ad alcuni dei grandi protagonisti del cinema dell'Africa.
Il programma presenta dibattiti, incontri e proiezioni del “best of” degli ultimi 30 anni di produzione cinematografica africana.

## Premi
I premi ufficiali del festival sono:
- Migliore Lungometraggio: Un homme qui crie di Mahamat-Saleh Haroun
- Migliore Documentario: Un conte de faits di Hichem Ben Ammar
- Migliore cortometraggio: Un transport en commun di Dyana Gaye

La giuria è composta da Mane Cisneros (presidente), Jordan Stone, Kamau Wa N’dungu, Raja Amari e Ângelo Torres. Altri premi sono consegnati dalla giuria dell'Associazione Studenti Africani di Verona ASAV, dalla giura premio scuole, dalla giuria sessione "viaggiatori e migranti" e dalla giuria degli esperti e giornalisti della rivista Nigrizia.
Il premio della giura "viaggiatori e migranti" va a Soltanto il mare di Dagmawi Yimer, Giulio Cederna e Fabrizio Barraco.
Il premio del pubblico a Soul Boy di Hawa Essuman; il premio scole a Themba di Stefanie Sycholt e il premio "generations" scuole (con una giuria formata da alcuni studenti) a Pumzi di Wanuri Kahiu. Il premio della giuria Nigrizia va al cortometraggio Lezare di Zelalem Woldemariam. Il premio dell'associazione ASAV va a Un homme qui crie di Mahamat-Saleh Haroun.